# Sodom
Sodom là một ban nhạc thrash metal người Đức thành lập tại Gelsenkirchen năm 1981. Cùng với Kreator, Destruction và Tankard, Sodom được xem là một trong "Big Four" của Teutonic thrash metal. Ba trong số bốn nhóm này (trừ Tankard) có những ảnh hưởng lớn lên death metal và black metal, trong đó, âm nhạc thời kì đầu của Sodom đặc biệt ảnh hưởng lên nhiều nhóm black metal cuối thập niên 1980-đầu 1990.
Tới nay, Sodom đã phát hành mười bốn album phòng thu, ba album trực tiếp, hai album tổng hợp và sáu EP. Ban nhạc đạt thành công thương mại lần đầu tiên với Agent Orange (1989), đây là album thrash metal đầu tiên vào được bảng xếp hạng album Đức, đạt vị trí số 36.

## Đĩa nhạc
- Obsessed by Cruelty (1986)
- Persecution Mania (1987)
- Agent Orange (1989)
- Better Off Dead (1990)
- Tapping the Vein (1992)
- Get What You Deserve (1994)
- Masquerade in Blood (1995)
- 'Til Death Do Us Unite (1997)
- Code Red (1999)
- M-16 (2001)
- Sodom (2006)
- The Final Sign of Evil (2007)
- In War and Pieces (2010)
- Epitome of Torture (2013)
- Decision Day (2016)
- Genesis XIX (2020)